# Театр комедии (Бухарест)
Театр комедии (рум. Teatrul de Comedie) — театр комедии в Бухаресте. Расположен по адресу: Strada Sf. Dumitru nr.2, sector 3, București, 030079.

## История
Открыт 5 января 1961 года Раду Белиганом, народным артистом Социалистической Республики Румыния (с 1962), который восемь лет с 1961 по 1969 год был директором этого театра.
Расположен на улице Св. Думитру, 2, недалеко от одноименной церкви, здание Театра комедии датируется началом XX-го века. Построен как рекреационная пристройка (конференц-зал и зал для торжеств) к зданию почты, в котором сегодня находится Румынский исторический музей. В межвоенный период различные частные театральные труппы, в том числе Современный театр и Альгамбра-Эксельсиор, выступали в зале Св. Думитру. В 1950-е годы, после национализации, в здании размещался коллектив ТЮЗа, театра преимущественно коммунистической пропаганды, с разваливающимся творческим коллективом, потребовавшим в начале 1960-х его полной перестройки, миссии, выпавшей на долю актёра Раду Белигана.
За время существования театра поставлено около 250 спектаклей.
Театр гастролировал во многих странах мира (Австрия, Венгрия, Франция и др.), 
в 1991—1992 годах с пьесой Шекспира «Сон в летнюю ночь» , посетив несколько городов Великобритании, Колумбии , Венесуэлы и Канады .
В 2002 году здесь открылся румынский комедийный фестиваль FestCO , который в пятый раз проходил на международном уровне. В 2006 году в театре проходил Конкурс румынской комедии и Гала-концерт румынской комедии .

## Директора
- Лучиан Джурческу (1969–1979)
- Сильвиу Станкулеску (1981–1990)
- Лучиан Джурческу (1990–1994)
- Владимир Гайтан (1994–1996)
- Дэн Василиу (1996-2002)
- Джордж Михэицэ (2002 – настоящее время)